# Henri de Régnier
Pour les articles homonymes, voir Régnier.
Henri de Régnier, né le 28 décembre 1864 à Honfleur et mort le 23 mai 1936 à Paris, est un écrivain et poète français, proche du symbolisme.

## Biographie
Issu d'une famille noble de Normandie, Henri de Régnier commence ses études au collège Stanislas. Après avoir fait son droit dans la perspective d’entrer dans la diplomatie, il se consacre rapidement aux lettres. À partir de 1885, il commence à publier des vers dans des revues symbolistes de France et de Belgique. Le 15 juin 1885, il publie ses premiers vers, dans la revue Lutèce:35, puis dans le Scapin:21.
Admirateur de Mallarmé, aux « mardis » duquel il assiste régulièrement dans sa jeunesse:18, il est d’abord influencé par Leconte de Lisle:56 et surtout par José-Maria de Heredia dont il épouse, en 1895, l’une des filles, Marie, poète elle-même sous le pseudonyme de Gérard d'Houville. Ce mariage n'est pas heureux, et à partir de la fin de l'année 1897, Marie entretient une relation presque stable avec un de ses meilleurs amis, le poète et romancier Pierre Louÿs. Pierre de Régnier (dit Tigre), né le 8 septembre 1898, serait le fils de Pierre Louÿs, d’après son biographe Jean-Paul Goujon.
Dès son premier recueil, Poèmes anciens et romanesques (1889), il acquiert la notoriété. Ses nombreux volumes de poésie — Tel qu’en songe (1892), Aréthuse (1895), Les Jeux rustiques et divins (1897), Les Médailles d’argile (1900), La Cité des eaux (1902), La Sandale ailée (1905), Le Miroir des heures (1910) — demeurent fidèles à l'idéal classique avec toujours plus de liberté dans la forme, entre Verlaine et Valéry, à la rencontre entre le Parnasse et le symbolisme. Sa poésie révèle l'influence de Jean Moréas, Gustave Kahn et Stéphane Mallarmé, et surtout celle de son beau-père, José-Maria de Heredia.
Il écrit également des contes (Contes à soi-même (1893)) et des romans : son œuvre la plus connue, La Double maîtresse (1900), est un roman freudien avant l’heure ; il faut citer aussi Le Bon plaisir (1902), Le Mariage de minuit (1903), Les Vacances d’un jeune homme sage (1903), Les Rencontres de M. de Bréot (1904), Le Passé vivant (1905), La Peur de l’amour (1907), La Flambée (1909), La Pécheresse (1920), L’Escapade (1925), etc. Henri de Régnier a une prédilection pour le XVIIIe siècle où il puise volontiers ses sujets, parfois scabreux, et dont il pastiche même le style:257.
L’Académie française lui décerne le prix Vitet en 1899.
Également critique littéraire, il fait ses débuts de chroniqueur, en 1908, au Journal des débats:101, avant de tenir le feuilleton littéraire du Figaro de 1919:101 à 1936. Il est un grand ami du peintre Henri Farge et d'Antonio de La Gandara, qu’il qualifie d’« aimable dessinateur whistlérien », dans son journal.
Ayant vécu un temps rue de Magdebourg, il fréquente les salons de la haute société parisienne, notamment celui de la comtesse de Fitz-James, des Bonnières, de la comtesse de La Baume-Pluvinel au palais Dario, ou de Madeleine Lemaire:91.

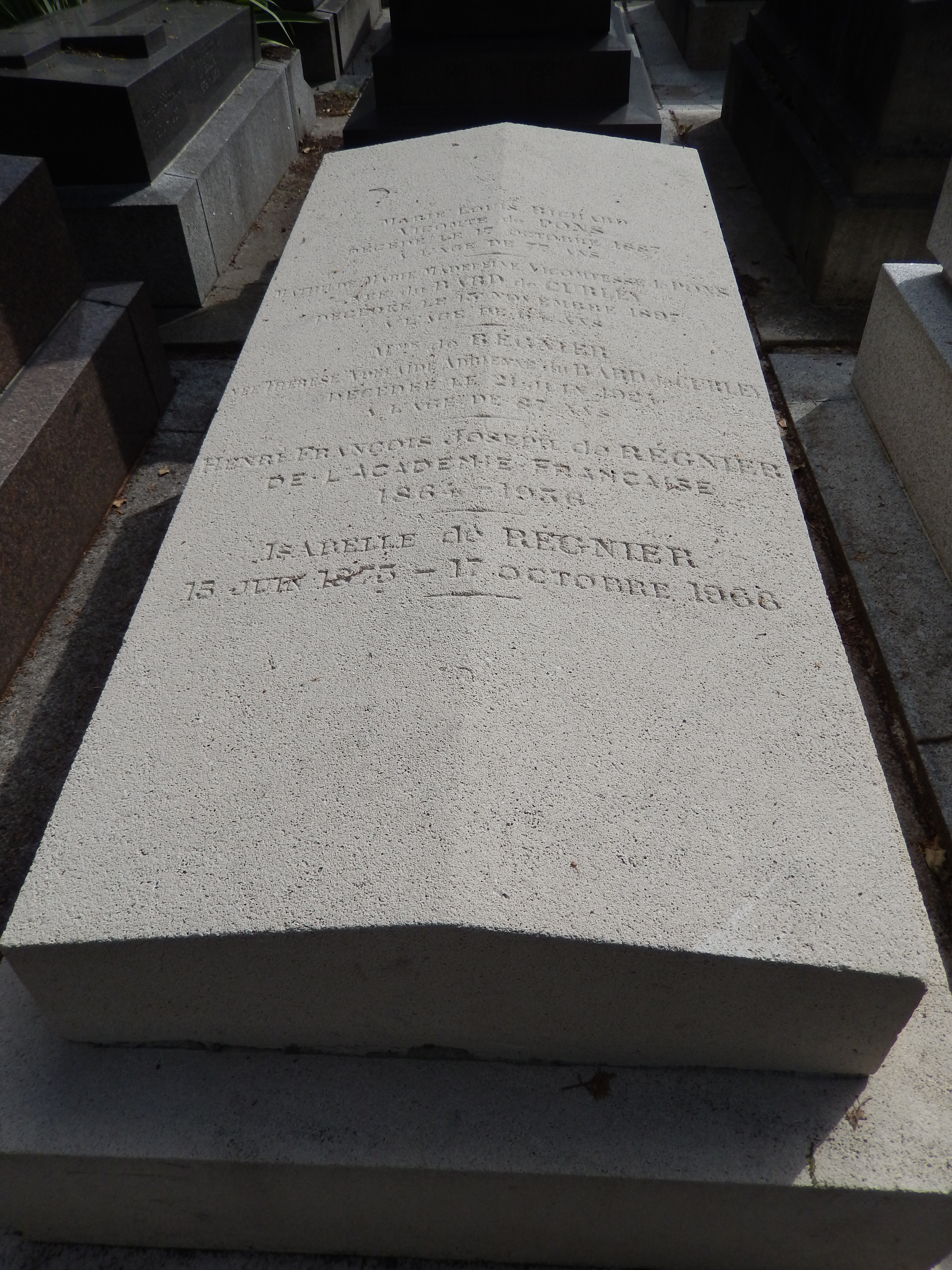
Tombe d´Henri de Regnier (cimetière du père Lachaise, div 86).

Il est inhumé au cimetière du Père-Lachaise.

### Élection à l’Académie française

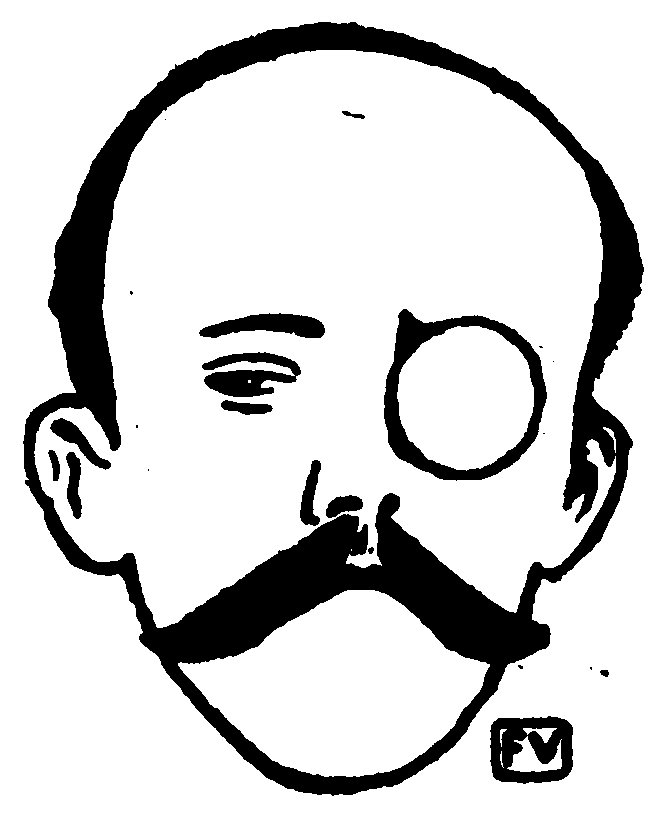
Portrait d'Henri de Régnier par Félix Vallotton paru dans Le Livre des masques de Remy de Gourmont (1898).

En mars 1908, il se présente une première fois à l’Académie française, au fauteuil d’André Theuriet, mais c’est Jean Richepin qui enlève le siège. Rentré chez lui, Henri de Régnier se serait laissé tomber dans un fauteuil en murmurant « José Maria ! ». Enfin élu, par dix-huit voix, le 9 février 1911, contre Pierre de Nolhac, au fauteuil d’Eugène-Melchior de Vogüé, c’est le comte Albert de Mun qui le reçoit, le 18 janvier 1912. Le discours par lequel il s’acquitte de cette tâche, et qu’il prononce, contre tous les usages, debout, prend les apparences d’un éreintement. Parlant des romans de Régnier, il déclare : 

« Je les ai lus, ces romans, je les ai tous lus et jusqu’au bout, car j’ai été capitaine de cuirassiers. Mais pour parler davantage, entre les graves images qui gardent notre Coupole, des aventures de vos Amants singuliers, des Rencontres de M. de Bréot et des Tentations de M. Nicolas de Galandot, convenez monsieur que je ne suis plus assez cuirassier… »

 Si les pointes à l’endroit du récipiendaire sont de coutume dans les réceptions académiques, on n’avait pas entendu de critique aussi ferme d’un nouvel élu depuis l’entrée d’Alfred de Vigny. Henri de Régnier reçoit à son tour Pierre de La Gorce en 1917, René Boylesve en 1919, Henry Bordeaux en 1920 et Pierre Benoit en 1932.
De 1908 à 1911, il fait partie du club des Longues moustaches qui se réunit au caffè Florian.

## Distinctions
- Grand officier de la Légion d'honneur

## Œuvres

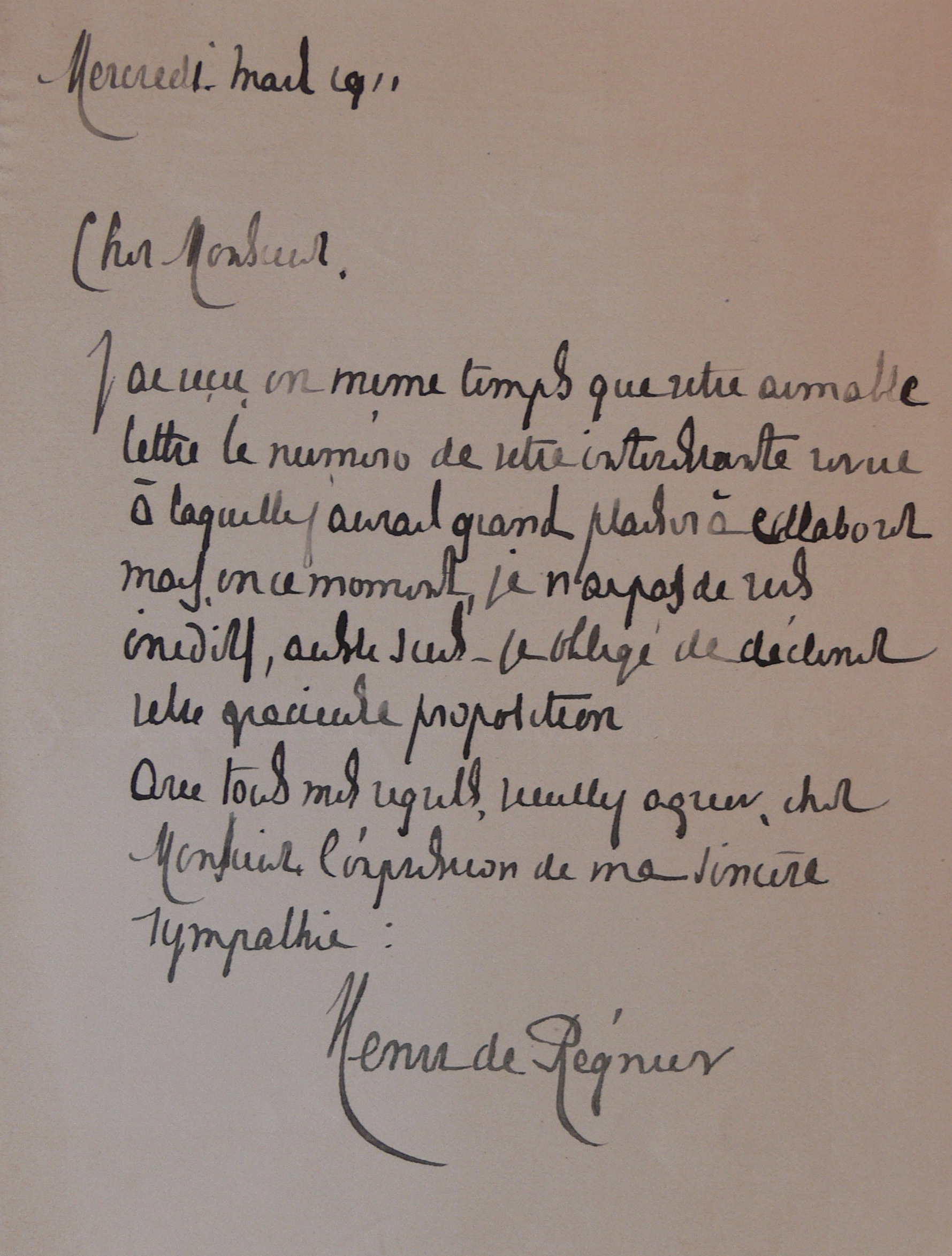
Lettre d'Henri de Régnier.

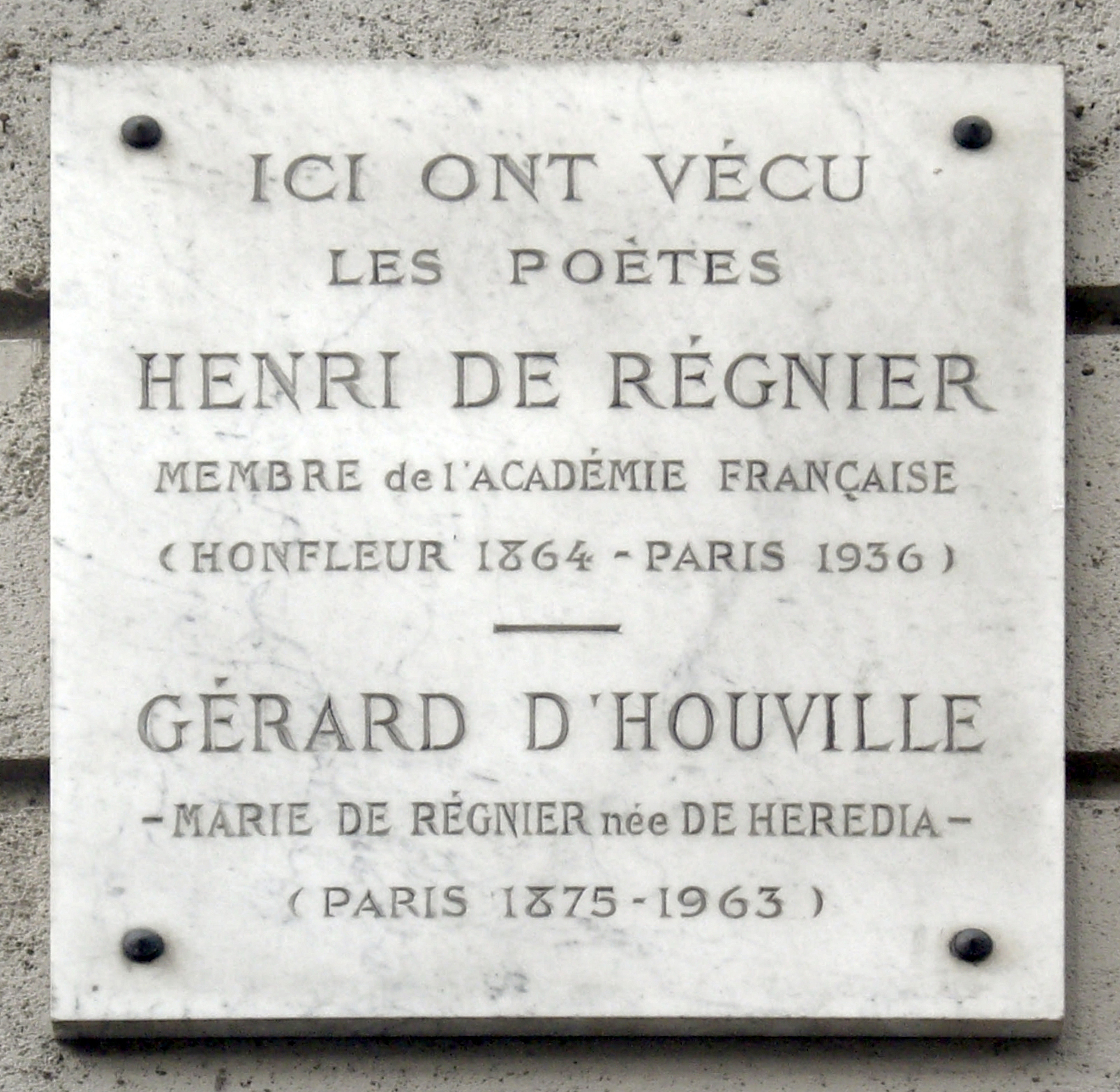
Plaque commémorative apposée au domicile parisien d'Henri de Régnier et de Marie de Heredia au no 24 de la rue Boissière.

### Poésies
- Lendemains, poésie, Paris, Vanier, 1885.
- Apaisement, poésie, Paris, Vanier, 1886, in-12.
- Sites, poèmes, Paris, Vanier, 1887, in-8°.
- Épisodes, poèmes, Paris, Vanier, 1888.
- Poèmes anciens et romanesques, 1887-1889, Paris, Librairie de l'Art Indépendant, 1890.
- Épisodes, Sites et Sonnets, poèmes, Paris, Vanier, 1891, in-12.
- Tel qu'en songe, poèmes, Paris, Librairie de l'Art Indépendant, 1892.
- Aréthuse, poèmes, Paris, Librairie de l'Art Indépendant, 1895, in-8°, lire en ligne sur Gallica.
- Poèmes, 1887-1892 (Poèmes anciens et romanesques. Tel qu'en songe), Paris, Soc. du Mercure de France, 1895, lire en ligne sur Gallica.
- Les Jeux rustiques et divins (Aréthuse. Les Roseaux de la flûte. Inscriptions pour les Treize Portes de la Ville. La Corbeille des Heures. Poèmes divers), Paris, Soc. du Mercure de France, 1897, in-12, lire en ligne sur Gallica.
- Premiers poèmes (Les Lendemains. Apaisement. Sites. Episodes. Sonnets. Poésies diverses), Paris, Soc. du Mercure de France, 1899, lire en ligne sur Gallica.
- Les Médailles d'Argile, poèmes, Paris, Soc. du Mercure de France, 1900, lire en ligne sur Gallica.
- La Cité des eaux (poésie), 1902, lire en ligne sur Gallica.
- La Sandale ailée, 1903-1905 (poésie), 1906.
- Le Miroir des heures (poésie), 1910.
- 1914-1916, poésies, 1918.
- Vestigia flammae (poésie), 1921.
- Le Miracle du fil (sonnets), 1927, lire en ligne sur Gallica.
- Flamma tenax, 1922-1928, poèmes, 1928.
- Choix de poèmes, 1931.
- Airs pour l'écho (poésie), 1933.

### Romans, contes et nouvelles
- Contes à soi-même, prose, Paris, Librairie de l'Art Indépendant, 1894.
- Le Bosquet de Psyché, prose. Bruxelles, Lacomblez, 1894, petit in-12 (250 ex. numérotés) lire en ligne sur Gallica.
- Le Trèfle noir, prose, Paris, Soc. du Mercure de France, 1895, in-18.
- La Canne de Jaspe (M. d'Amercœur. Le Trèfle noir. Contes à soi-même), contes, Paris, Soc. du Mercure de France, 1897.
- Le Trèfle blanc, prose, Paris, Soc. du Mercure de France, 1899, lire en ligne sur Gallica.
- La Double Maîtresse, roman, Paris, Soc. du Mercure de France, 1900, lire en ligne sur Gallica.
- Les Amants singuliers, 1901.
- Figures et caractères, 1901, lire en ligne sur Gallica.
- Le Bon Plaisir, 1902.
- Les Vacances d'un jeune homme sage (roman), 1903, lire en ligne sur Gallica.
- Le Mariage de minuit, 1903, lire en ligne sur Gallica.
- Les Rencontres de M. de Bréot, 1904.
- Le Passé vivant (roman), 1905, lire en ligne sur Gallica.
- Moi, Elle et Lui (Mercure de France, janvier 1906).
- L'Amour et le Plaisir, 1906.
- Esquisses vénitiennes, 1906.
- Sujets et paysages, 1906.
- La Peur de l'amour, 1907.
- « L'encrier rouge » (ill. Pierre Vignal), L'Illustration,‎ décembre 1907, p. 11-17 (lire en ligne).
- Couleur du temps, 1909.
- La Flambée, 1909.
- Contes de France et d'Italie, 1912.
- L'Amphisbène (roman), 1912, lire en ligne sur Gallica.
- Portraits et souvenirs, 1913.
- Le Plateau de laque, 1913, lire en ligne sur Gallica.
- Romaine Mirmault (roman), 1914, lire en ligne sur Gallica.
- L'Illusion héroïque de Tito Bassi (roman), 1916, lire en ligne sur Gallica.
- Histoires incertaines, 1919.
- La Pécheresse (histoire d'amour), 1920.
- Les Bonheurs perdus, 1924, lire en ligne sur Gallica.
- Le Divertissement provincial (roman), 1925, lire en ligne sur Gallica.
- L'entrevue, 1925.
- Proses datées, 1925, lire en ligne sur Gallica.
- Baudelaire et les Fleurs du mal, 1925.
- Paray-le-Monial, 1926.
- Contes pour chacun de nous, 1926.
- L'Escapade, 1926.
- Monsieur d'Armercœur, 1927.
- Le Pavillon fermé, 1927.
- Contes vénitiens, 1927.
- L'Altana ou la vie vénitienne (1899-1924), 2 vol., 1928, lire en ligne sur Gallica, lire en ligne sur Gallica.
- Lui, ou les Femmes et l'Amour, 1928, lire en ligne sur Gallica.
- Le Vrai Bonheur ou les amants de Stresa, 1929.
- Le Voyage d'amour ou l'initiation vénitienne, 1930.
- Nos Rencontres. Escales en Méditerranée, 1930   (Wikisource).
- Lettres diverses et curieuses, écrites par plusieurs à l'un d'entre eux, 1933.
- De mon temps, 1933.
- Histoire des décorations françaises, publié sous la direction et avec une préface d'Henri de Régnier, par A. Anchel et P.-F. Caillé, Paris, Javal et Bourdeaux, frontispice de Auguste Leroux, 1933.
- Le Paradis retrouvé, contes choisis (posthume), 1937.
- Images vénitiennes (s. d.) lire en ligne sur Gallica.
- Réveil d'été.
- Bernard Quiriny (dir.), L’égoïste est celui qui ne pense pas à moi, Paris, Garnier-Flammarion, 2015, 180 p., 18 cm (ISBN 978-2-08-137675-5, OCLC 945357425, lire en ligne).
- Henri de Régnier " La pécheresse " illustrations de Brunelleschi, Éditions du Nord Albert Parmentier, Bruxelles, 1944

### Journal
- Les Cahiers inédits 1887-1936, Pygmalion, 2002

## Poèmes mis en musique
- Albert Roussel, Le Départ, Vœu, Le Jardin mouillé, Madrigal lyrique (1903), Adieux, Invocation, Nuit d'automne, Odelette (1907), La Menace (1908) :
- Ethel Smyth, Quatre mélodies pour voix et orchestre de chambre (1907) sur des poèmes de Régnier (Odelette, La Danse, Chrysilla),  tirés de Les Médailles d'argile, et "Ode anacréontique" traduite par Leconte de Lisle ;
- Reynaldo Hahn, Les Fontaines (1910) ;
- André Caplet, Nuit d’automne (1915)

### Filmographie
- Curiosa, drame historique français réalisé par Lou Jeunet, sorti en 2019.